# 마린스키궁 (상트페테르부르크)

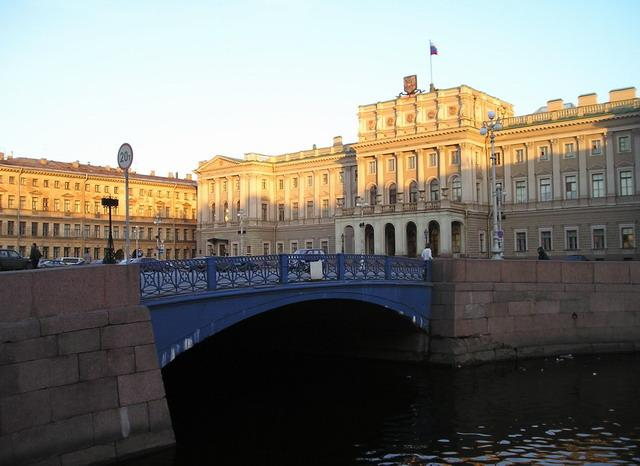
마린스키궁

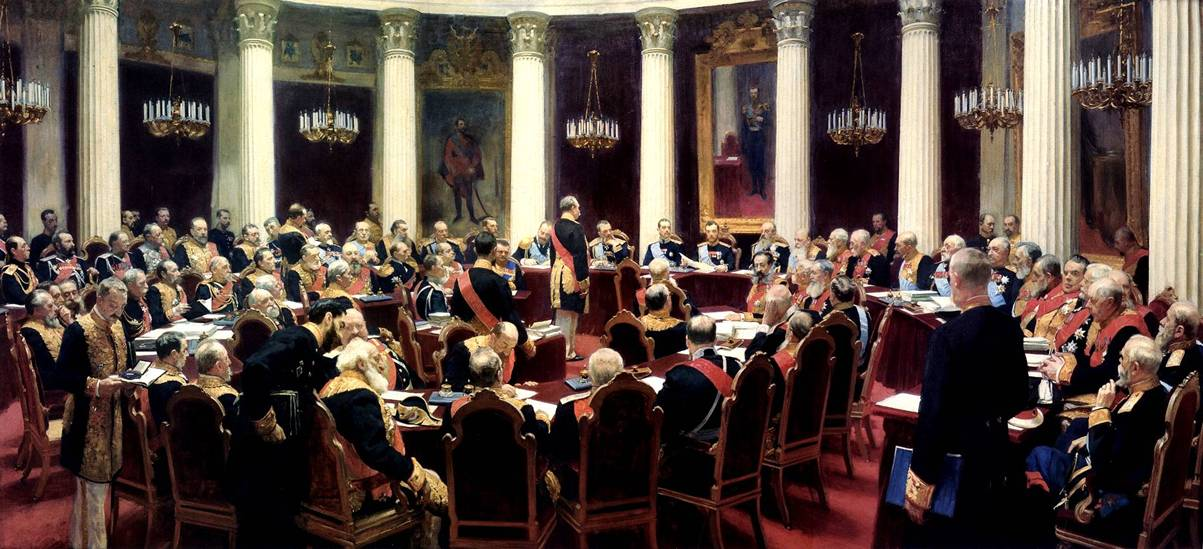
1901년 5월 5일 마린스키궁에서 열린 국가평의회 (일리야 레핀의 그림)

마린스키궁(러시아어: Мариинcкий дворец)은 러시아 상트페테르부르크에 위치한 궁전이다. 궁전 남쪽에는 성 이사악 광장이 있으며 성 이사악 성당과는 너비가 99m에 달하는 파란색 다리와 연결되어 있다.
1839년부터 1844년까지 러시아 제국의 궁정 건축가였던 안드레이 시타켄시네이데르에 의해 건설되었다. 성당 이름은 니콜라이 1세 황제의 딸인 마리아 니콜라예브나 여대공에서 유래된 이름이다.